# Tiébissou (underprefektur)
Tiébissou är en underprefektur i Elfenbenskusten. Den ligger i departementet med samma namn, i den centrala delen av landet, 40 km norr om huvudstaden Yamoussoukro.